# Walter Burkert
Walter Burkert (2 de febrer de 1931, Neuendettelsau, Alemanya - 11 de març de 2015, Zúric, Suïssa)
fou un estudiós de la religió grega.

## Biografia
Fou professor emèrit de cultura clàssica a la Universitat de Zúric, també impartí classes al Regne Unit i als Estats Units. Fou expert en filosofia de la religió i intervingué al Cercle Eranos.
El 2003 fou premiat amb el Sigmund-Freud-Preis für wissenschaftliche Prosa.